# Докторовичский сельсовет
До́кторовичский сельсовет (бел. До́ктаравіцкі сельсавет) — административная единица на территории Копыльского района Минской области Беларуси. Административный центр — агрогородок Новые Докторовичи.

## История
Образован в 1960 г.

## Состав
Докторовичский сельсовет включает 18 населённых пунктов:
- Аткуловичи — посёлок.
- Ванелевичи — агрогородок.
- Васильчицы — деревня.
- Горностайлово — деревня.
- Докторовичи — деревня.
- Закопанка — посёлок.
- Калиново — деревня.
- Лазюки — посёлок.
- Новосёлки — деревня.
- Новые Докторовичи — агрогородок.
- Островок — деревня.
- Перевоз — деревня.
- Савково — деревня.
- Смычка — посёлок.
- Станьки — деревня.
- Углы — деревня.
- Ужа — деревня.
- Чижевичи — посёлок.